# Stamboul Train
Stamboul Train is een thriller uit 1932 geschreven door de Britse schrijver Graham Greene. Het verhaal speelt in de Ostende-Wien Orient Express tijdens het Interbellum. In de Verenigde Staten is het boek uitgebracht onder de titel Orient Express. 

## Inleiding
Het boek maakt deel uit van een reeks die door de auteur als "vermaak" werd aangemerkt, om ze te onderscheiden van zijn serieuzere literaire werken. In 1974 schreef Greene voor de presentatie van een nieuwe oplage van Stamboul Train: "In Stamboul Train for the first and last time in my life I deliberately set out to write a book to please, one which with luck might be made into a film.  The devil looks after his own and I succeeded in both aims".

## Personages
Het boek kent de volgende hoofdpersonen:
Dr. Richard Czinnereen doctor, leraar, en revolutionair socialistsch leider, keert na jaren ballingschap terug naar Belgrado.
Josef Grünlicheen dief die Wenen ontvlucht na een mislukte inbraak die eindigde met doodslag.
Carleton Myatteen Joodse krentenhandelaar op zakenreis, die wordt geconfronteerd met antisemitisme van medereizigers in het Europa van voor de Tweede Wereldoorlog.
Mabel Warreneen lesbische journaliste, die Czinner volgt om verslag te doen van zijn activiteiten.
Coral Muskereen koormeisje op reis naar een nieuwe baan die haar is aangeboden.
Onder de andere personages is een schrijver genaamd Quin Savory, die werd aangezien voor een beledigende weergave van de echt bestaande J.B. Priestley. In de definitieve tekst heeft de schrijver uit Cockney weinig van Priestley, maar de tekst moest op het laatste moment worden herzien.

## Synopsis
Het boek richt de aandacht op de geschiedenissen van de mensen in de trein, onderweg van Oostende naar Istanboel. Hoewel de reizigers om uiteenlopende redenen de reis met de Ostende-Wien Orient Express maken, vloeien de beslommeringen van de verschillende hoofdpersonen samen in een gemeenschappelijk lot.
Myatt is een gewiekst en praktisch zakenman. Deels uit vrijgevigheid geeft hij de zieke Coral Musker een treinkaartje. Musker is dankbaar en wordt verliefd op Myatt waarna ze de nacht samen doorbrengen in Myatts coupé.
Dr. Czinner, een socialist in ballingschap, wil terug naar Belgrado, maar komt erachter dat de socialistische opstand inmiddels heeft plaatsgehad en is neergeslagen. Ondanks dat gaat hij toch terug naar Belgrado om, bij wijze van politiek gebaar, terecht te staan. Ondertussen wordt hij gevolgd door Mabel Warren, een lesbische journaliste, die samen reist met haar partner, Janet Pardoe. Om Warren af te schudden voor Belgrado moet Czinner doen alsof hij de trein in Wenen verlaat. 
Zodra de trein in Wenen aankomt stapt Warren uit om, terwijl ze Czinner in het oog houdt, met haar redactie te bellen. Op dat moment wordt haar tas gestolen door Josef Grünlich, die net een man gedood heeft tijdens een mislukte overval. Grünlich stapt meteen in de trein met haar geld terwijl de woedende Warren achterblijft. Warren maakt zich zorgen over Pardoe en zint op een manier om toch aan een verhaal over Czinner te komen. 
Aan de Hongaars-Joegoslavische grens in Subotica wordt Czinner aangehouden. Behalve Czinner worden ook Grünlich, wegens bezit van een revolver, en Musker, die toevallig op dat moment bij Czinner zit, aangehouden. Tijdens het proces voor de krijgsraad houdt Czinner een prikkelende politieke toespraak ook al zijn er geen echte toehoorders. Hij wordt snel ter dood veroordeeld. De drie gevangenen worden gedurende de nacht opgesloten in een wachtkamer. Ze ontdekken dat Myatt per auto is teruggekeerd om Musker op te halen. De ervaren Grünlich breekt de deur open en ze proberen alle drie te vluchten naar de auto. Alleen Grünlich slaagt erin de auto te bereiken, Czinner wordt neergeschoten en Musker verstopt hem in een schuur, waar hij even later overlijdt. Als Warren opduikt voor haar verhaal over Czinner besluit ze om Musker mee te nemen naar Wenen. Warren heeft lange tijd gedaan alsof Musker haar nieuwe partner was, maar Musker verdwijnt uit het verhaal nadat ze een hartaanval krijgt op de achterbank van Warrens auto, zonder dat de afloop wordt onthuld.
Uiteindelijk komen Myatt, Pardoe en Savory met de Ostende-Wien-Orient Express aan in Istanboel. Myatt ontdekt daar dat Pardoe een nicht is van zijn concurrent en mogelijke zakenrelatie Stein. Het verhaal eindigt met de overweging van Myatt om met Pardoe te trouwen en een contract met Stein te bezegelen.

## Thema's
Greene's "vermaak" reeks bevat doorgaans beschouwingen over maatschappelijke onderwerpen, in  Stamboul Train zijn dat bijvoorbeeld racisme en socialisme/communisme.  De rode draad is het onderwerp trouw, de dienst aan anderen tegenover die voor jezelf en of betrouwbaarheid naar anderen loont. Dit onderwerp wordt duidelijk weergegeven door de verschillende gedachten van Czinner en Musker.
Het boek brengt een ongemakkelijke stemming over, deels het gevolg van de eigen financiële situatie van Greene tijdens het schrijven van het boek, deels als weergave van de algemene stemming tijdens de economische depressie van de jaren 30 van de twintigste eeuw. Greene zei hier zelf over: "The pages are too laden by the anxieties of the time and the sense of failure... By the time I finished Stamboul Train the day of security had almost run out.  Even my dreams were full of disquiet."

## Verfilming
In 1934 werd het boek verfilmd als Orient Express met Heather Angel als Coral Musker.